# 星空を守る会
星空を守る会（ほしぞらをまもるかい）は、ライトアップを実施している施設や生態系に影響を及ぼしている屋外照明、電力の無駄の多い屋外照明に対して改善を要求する老舗的な団体。民間団体だが、独立行政法人である国立天文台との深いつながりを持つという特異な経緯を持つ。
屋外照明に対する消灯を呼びかける際、呼びかける側になんらかの損害が存在するとき、「星空を守る会」名で呼びかけられる。逆に言うと「エネルギーの節約による温暖化の防止を目的として、ライトダウンを呼びかける」等、純粋に動機がエコロジー思想のような信条的傾向が強い場合、現実にはより大きな反響が得られる場合が多々あるが、何を言いたいのかを区別するためこの会の名称を使わないという慣例ができている。従って、当会の名称が出たときは、ライトアップの実施主体側とそれをやめさせようとしている側の間に実質的な利害があることを示唆する指標になっているとも言える。当会はその実績において、名称が類似する民間団体の「日本星空を守る会」や「岐阜夜空を守る会」と比較してより多くの実績を挙げているとは必ずしも言えないが、これらの団体との相違点として、上記のような団体名の使われ方がなされるか否かという点がある。むろん、参画者の中には複数にまたがる団体で幅広く活動している者もいる。
活動の起源は、スイフト・タットル彗星が発見される少し前の1990年頃、アマチュア天文家の藪田徹と元 国立天文台台長の古在由秀らが、東京都知事（当時）の鈴木俊一が提唱して実施された東京都庁舎のライトアップの中止を要求するため知事に面会を求めたことに始まる。当時は当会の実態がはっきりしない面があったが、のちに天体捜索家の大友哲が加わったほか、国立天文台天文情報センター広報室長の渡部潤一助教授が一時期参加し、観測条件の良い彗星が地球に接近するさいや木星に衝突する彗星の出現のたびに、ライトダウンを呼びかける活動を繰り返した結果、この会の方向がほぼ定まったとみられる。
2005年10月現在、会長を古在が、事務局を大友がつとめる。また、アメリカのアリゾナ州ツーソン市（同市はキットピーク天文台に最も近い町として知られる）に本部のある「インターナショナルダークスカイアソシエーション (IDA) 」の日本支部も兼ね、古在および民間企業勤務の内田重美がサポートしている。ちなみに、古在がかつて代表をつとめた事のある国際天文学連合には天体観測環境を問題にするセクションがあり、元 国立天文台の磯部琇三がそこを舞台に活動する傍ら IDA 日本支部としての活動をかなり支援していた事がある。